# Verkiezingen voor het Europees Parlement 2014/Kandidatenlijst/De Groenen
De kandidatenlijst voor de Europese Parlementsverkiezingen 2014 van De Groenen (lijstnummer 13) is na controle door de Kiesraad als volgt vastgesteld:
1. Verburg J.A.C. (Jolanda) (v), Beusichem
2. Van Rijn M.P. (Mirjam) (v), Amsterdam
3. Hendrickx J. (Judith) (v), 's-Hertogenbosch
4. Sakhel K. (Khaled) (m) Amsterdam
5. Ter Haar O.H. (Otto) (m), Utrecht
6. Uunk G.J.F. (Gerben) (m), Ennis (IE)
7. Freriks P.J.M. (Paul) (m), Zevenaar
8. Schadee A.L. (Janneke) (v), Amsterdam
9. Van Kessel J.M. (Jozef) (m), Eindhoven
10. Doting R. (Rijndert) (m), Amsterdam
11. Van der Heijden G. (Gerero) (m), Eindhoven
12. Schönberger R.A. (Ronald) (m), Amsterdam

CDA-Europese Volkspartij · 
PVV (Partij voor de Vrijheid) ·
P.v.d.A./Europese Sociaaldemocraten ·
VVD ·
Democraten 66 (D66)-ALDE ·
GROENLINKS ·
SP (Socialistische Partij) ·
ChristenUnie-SGP ·
Artikel50 ·
IQ, de Rechten-Plichten-Partij ·
Piratenpartij ·
50PLUS ·
De Groenen ·
Anti EU(ro) Partij ·
Liberaal Democratische Partij ·
JEZUS LEEFT ·
ikkiesvooreerlijk.eu ·
Partij voor de Dieren ·
Aandacht en Eenvoud